# Terfens
Terfens é um município da Áustria, situado no distrito de Schwaz, no estado do Tirol. Tem 15,21 km² de área e sua população em 2019 foi estimada em 2.188 habitantes.